# القفص (مسلسل)
القفص هو مسلسل دراما كوميدي كويتي، يصنف كأول عمل كويتي من إنتاج نتفليكس، تم اصداره على نتفليكس في 23 سبتمبر 2022.

## ملخص
تدور الأحداث حول استشاري في العلاقات الزوجية يعمل على مساعدة زوجين في تفهّم وجهات نظر بعضهما بعضًا لإنقاذ زواجهما.

## طاقم
- خالد أمين (الدكتور ناصر)
- حسين المهدي (زيد)
- روان مهدي (روان)
- لمياء طارق (لمياء)
- أحمد مساعد
- مي البلوشي
- حصة النبهان
- شوق (أسماء)
- شبنم خان
- عباس خليفي
- رونق
- سعد كنعان (جمال)

## روابط خارجية
- القفص على موقع IMDb (الإنجليزية)
- القفص على موقع روتن توميتوز (الإنجليزية)
- القفص على موقع نتفليكس (الإنجليزية)
- القفص على موقع قاعدة بيانات الأفلام العربية
- القفص على موقع فيلمافينيتي (الإسبانية)
- القفص على موقع ليتربوكسد (الإنجليزية)
- القفص على موقع ألو سيني (الفرنسية)
- القفص على موقع قاعدة بيانات الفيلم (الإنجليزية)